# マルセロ・シリーノ・ダ・シウヴァ
マルセロ・シリーノ・ダ・シウヴァ（ポルトガル語: Marcelo Cirino da Silva、1992年1月22日 - ）は、ブラジル・マリンガ出身のサッカー選手。ポジションはFW。

## 経歴
アトレチコ・パラナエンセの下部組織からトップチームに昇格。2009年6月7日にカンピオナート・ブラジレイロ・セリエAでフリオ・ドス・サントスに代わって出場し選手初出場。11月15日に初得点。2010年も控えが定位置であり10試合に出場するに止まった。
2011年3月15日にECヴィトーリアに期限付き移籍。3番手として15試合に出場し1得点。
2012年1月にアトレチコ・パラナエンセに復帰、レギュラーとして右ウィングで出場し16得点、同年の新人賞を獲得した。2014年1月15日に新たに2年契約を締結。
2015年1月2日にCRフラメンゴに移籍、移籍金は1650万レアル程と見られ、クラブ史上最高値を更新した。2016年10月に彼はアラン・パトリキ、エヴェルトン、パラー、パウリーニョとともに過剰なパーティーをした所をメディアに報じられた。彼らはこのパーティーで呑んでいたビールの名前から「ボンジ・ダ・ステラ」（Bonde da Stella）と呼ばれるようになってしまい、5人全員が罰金を命じられた。なおパウリーニョに至っては翌シーズンに期限付き移籍の形で放出された。
2017年2月17日にSCインテルナシオナルが所有権の50%を買い取り、2017年末までの期限付き移籍。しかし3月6日にレンタル移籍は解除となった。8月3日にアル・ナスルSCに1年の期限付き移籍。
2020年に重慶斯威足球倶楽部に完全移籍。

## タイトル

### クラブ
アトレチコ・パラナエンセ
- カンピオナート・パラナエンセ: 2009
- コパ・スダメリカーナ: 2018
- Jリーグカップ/コパ・スダメリカーナ王者決定戦: 2019
- コパ・ド・ブラジル: 2019

### 個人
- カンピオナート・ブラジレイロ・セリエA最優秀新人賞: 2013